# Суми (станція)
Сýми — проміжна залізнична станція 1-го класу, головна станція Сумської дирекції Південної залізниці на неелектрифікованій лінії Білопілля — Баси. Розташована в обласному центрі Сумської області.

## Історія
Будівництво залізниці від Ворожби до Мерефи у 1877 році вважається початком історії станції Суми, коли було закладено її прокладання.
У 1878 році на станції Суми вперше пролунав гудок паровозу, що ознаменував початок стрімкого економічного і культурного розвитку міста Суми.

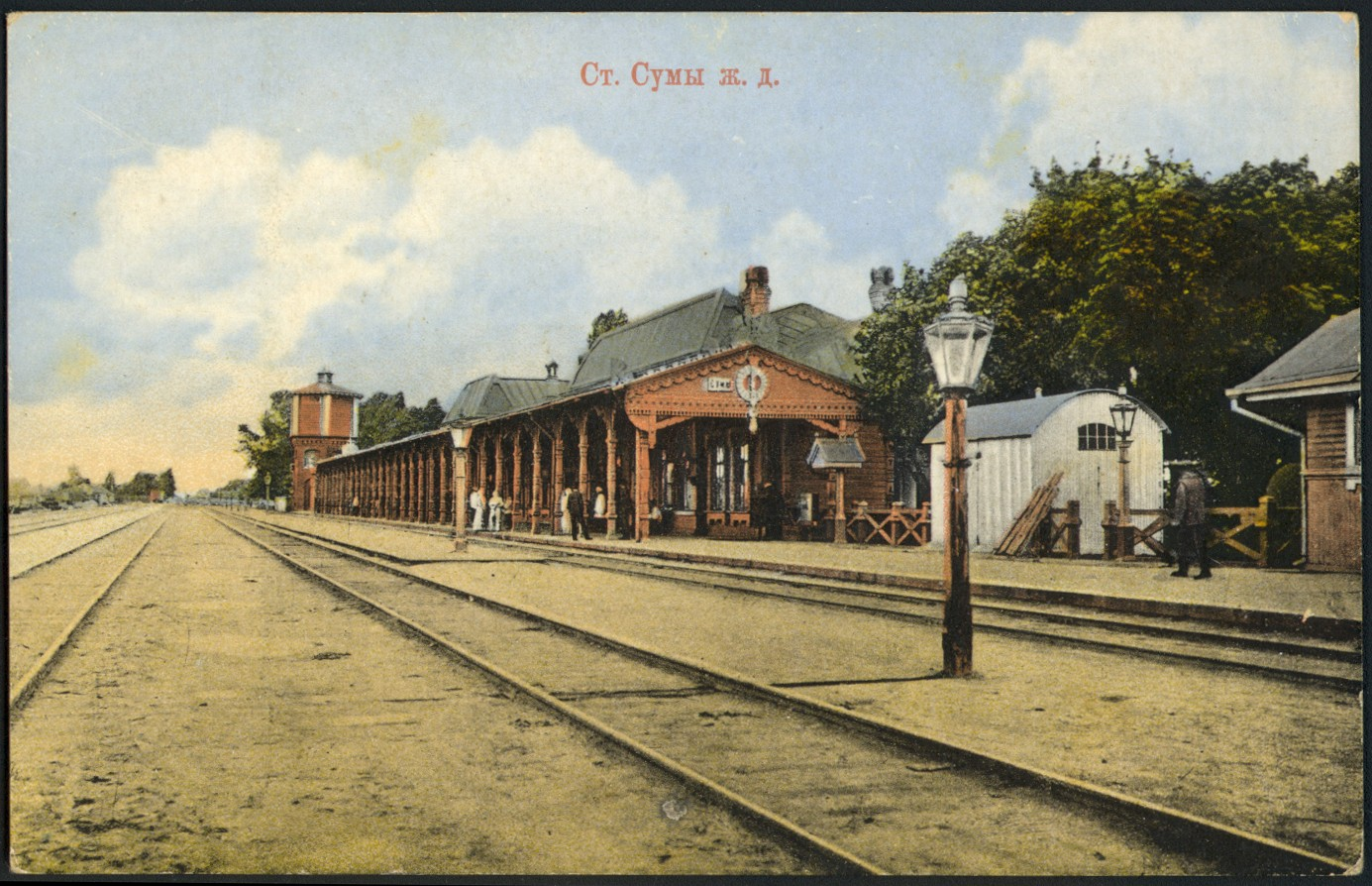
Вокзал у місті Суми на початку ХХ століття

1913 року від станції щодобово відправлялося три поїзди.
У 1948 році відбудований вокзал після руйнувань в ході Другої світової війни. 1982 року побудована нова будівля залізничного вокзалу.
У 1999—2000 роках виконані роботи щодо посилення фундаментів та несучих конструкцій будівлі, оскільки була загроза руйнації споруди.
У 2001—2005 роках проведена капітальна реконструкція вокзалу, в ході якого реконструйований перший поверх вокзалу: касовий зал з п'ятьма касами, зал чекання для пасажирів, довідкове бюро та приміщення чергового по вокзалу. На другому поверсі створено сучасний сервісний центр із залою підвищеного комфорту, двома касами, які обслуговують пасажирів у далекому та міжнародному сполученні, а також є можливість оформити проїзні документи зарезервовані через мережу інтернет, кафе-баром, залом чекання для пасажирів далекого та приміського сполучення.
2005 року завершена реконструкція вокзального комплексу, платформ, дебаркадеру та Привокзальної площі.
2008 року завершено ремонт приміського залу та відбудовано 5 кас приміського сполучення.

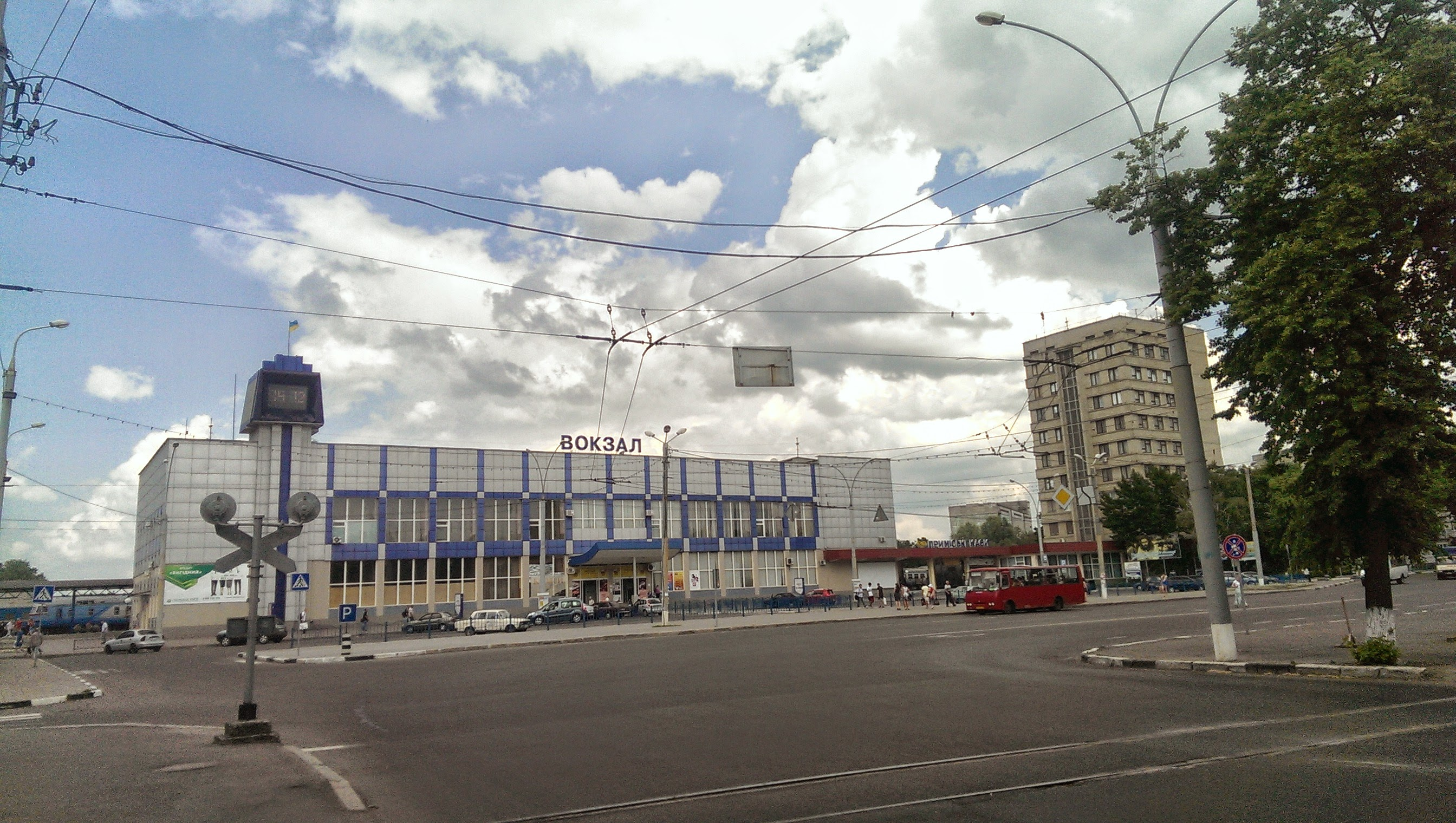
Сучасний вокзал станції Суми

Навесні 2016 року тривали роботи із встановлення касового вікна із заниженим підвіконням для осіб з особливими потребами, які виконані Сумським будівельно-монтажним експлуатаційним управлінням (БМЕУ-5) Південної залізниці.
Вокзал станції Суми оснащений сучасним відеообладнанням, який цілодобово знаходиться під наглядом 27 відеокамер. Робоче місце чергового довідкового бюро оснащено АРМ диктора, що дозволяє в автоматичному режимі надавати до 200 оголошень через гучномовний зв'язок.
12 квітня 2024 року, під час оголошеної повітряної тривоги через пуски керованих авіаційних бомб (КАБ), російські окупанти завдали удару по залізничній інфраструктурі. В результаті ворожого обстрілу на вокзалі станції Суми оминулось без постраждалих: всі пасажири та працівники вокзалу були евакуйовані до укриття. Були завдані пошкодження вокзальним вікнам, проте залізничні колії вціліли, на рух поїздів завданий обстріл не вплинув.
1 серпня 2025 року окупанти атакували двома БпЛА вокзал станції Суми. Внаслідок атаки пошкоджені вікна в пасажирському поїзді № 45 сполученням Харків — Ужгород. Пасажири поїзда не постраждали, залізничники оперативно перевели їх в інші вагони. Згодом поїзд продовжив рух за графіком.

## Інфраструктура
Станція Суми обслуговує поїзди у двох напрямках Суми — Ворожба та Суми — Люботин.
Підходи до станції двоколійні. Перегони обладнані одностороннім автоматичним блокуванням.
Вокзал розрахований на 700 пасажирів, в середньому за добу обслуговує 1929 пасажирів далекого та 1309 пасажирів у приміському сполученні.
Послуги вокзала:
- зал чекання пасажирів;
- квиткові каси міжнародного, далекого та приміського сполучення;
- стаціонарні та автоматичні камери схову;
- кімнати відпочинку;
- багажне відділення.

Колійний розвиток станції складається з двох паралельно розташованих парків: приймально-відправного та сортувально—відправного. Станція обладнана чотирма пасажирськими платформами та пішохідним мостом у непарній горловині.
Середній обсяг навантаження та вивантаження становить 18 вагонів. Вантажні операції здійснюються на трьох під'їзних коліях. Навантажуються такі вантажі, як лісові, зернові, металобрухт, обладнання, металопрокат, будівельні матеріали; вивантажуються: вугілля, газ, цемент, нафтопродукти.

## Пасажирське сполучення
На станції Суми зупиняються пасажирські поїзди далекого та приміського сполучення, у тому числі поїзд категорії Інтерсіті «Столичний експрес» Суми — Київ (за вказівкою маршрут поїзда подовжується до станції Вінниця): 
| Рух поїздів по станції Суми     |                                     | |
| №                               | Маршрут сполучення                  | Періодичність курсування |
| Далеке сполучення               |                                     | |
| 46/45                           | Харків — Ужгород                    | Призначений через станцію Суми з 5 листопада 2022 року, курсує через день: по парних числах у сполученні Харків — Ужгород, по непарних — зворотно.                            |
| 113/114                         | Харків — Львів                      | Через день. |
| 115/116                         | Суми — Київ                         | Щоденно. |
| 143/144                         | Суми — Рахів                        | Через день. |
| 779/780 «Столичний експрес»     | Суми — Київ                         | Щоденно, призначений з 5 травня 2022 року. |
| 7009/7010                       | Харків — Ворожба                    | З 14 квітня 2022 року переведений до категорії приміських поїздів, з присвоєнням № 7009/7010, до цього курсував як регіональний експрес під № 885/886 «Слобожанський експрес» |
| Скасовані пасажирські поїзди    |                                     | |
| 100/99                          | Мінськ — Запоріжжя / Новоолексіївка | Скасований з березня 2020 року, раніше курсував через день, з червня по вересень — щоденно (до станції Новоолексіївка).                                                       |
| 123/124                         | Костянтинівка — Київ                | Скасований з березня 2020 року. |
| 127/128 «Північний експрес»     | Зернове — Суми                      | Скасований з березня 2020 року, курсував щовівторка, щоп'ятниці, щонеділі. |
| 129/130 «Північний експрес»     | Шостка — Суми                       | Скасований з березня 2020 року, курсував щопонеділка, щосереди, щочетверга та щосуботи.                                                                                       |
| 143/144                         | Харків — Санкт-Петербург            | Скасований з березня 2020 року, курсував через день. |
| 236/235                         | Харків — Ужгород                    | За вказівкою. |
| 259/260                         | Суми — Івано-Франківськ             | Призначався з 25 травня 2022 року, курсував через день: по непарних в сполученні Суми — Івано-Франківськ, по парних — зворотно.                                               |
| 775/776 «Столичний експрес»     | Харків — Київ                       | Скасований з березня 2020 року. |
| 805/806 «Слобожанський експрес» | Конотоп — Харків                    | Скасований з червня 2024 року. |

Влітку, під час курортного сезону, до російського вторгнення в Україну у 2022 році, призначалися додаткові пасажирські поїзди до станцій:
- Одеса;
- Херсон;
- Бердянськ;
- Новоолексіївка / Генічеськ.

З 26 травня 2016 року відновлено сполучення північно-західної Сумщини з обласним центром з призначенням через день нічного швидкого фірмових поїздів 2-го класу «Північний експрес» Суми — Шостка та Суми — Зернове через станції Білопілля, Путивль, Конотоп, Кролевець, Терещенську. З 26 травня 2016 року по 10 червня 2017 року поїзд курсував до станції Новгород-Сіверський 4 рази на тиждень, якому з 11 червня 2017 року обмежено маршрут руху до станції Шостка (наразі ці поїзди скасовані з 18 березня 2021 року на невизначений термін).
З 21 грудня 2021 року призначений регіональний поїзд «Слобожанський експрес» сполученням Харків — Ворожба, який сполучає східні регіони України.
Приміське сполучення від станції Суми здійснюється до станцій Охтирка, Баси, Білопілля, Віринський завод (до квітня 2022 року), Ворожба, Кириківка, Лебединська, Пушкарне (з квітня 2022 року рух поїздів в цьому напрямку обмежено до станції Краснопілля).